# بن (رسام)
بن (بالفرنسية: Benn)‏ هو عضو في المقاومة الفرنسية ‏ ورسام فرنسي، ولد في 1905 في بياويستوك في بولندا، وتوفي في 1989.